# 川名本町
川名本町（かわなほんまち）は、愛知県名古屋市昭和区の地名。現行行政地名は川名本町1丁目から川名本町6丁目。住居表示未実施。

## 地理
名古屋市昭和区中央部に位置する。東は川原通、西は塩付通、南は広路通に接する。

## 歴史

### 沿革
- 1938年（昭和13年）12月1日 - 昭和区広路町の一部により、同区川名本町として成立[1]。
- 1950年（昭和25年）7月15日 - 広路町の一部を編入する[1]。

## 世帯数と人口
2019年（平成31年）1月1日現在の世帯数と人口は以下の通りである。
| 町丁     | 世帯数    | 人口    |
| -------- | --------- | ------- |
| 川名本町 | 1,266世帯 | 2,445人 |

### 人口の変遷
国勢調査による人口の推移
| 1995年（平成7年）  | 2,543人 | [ WEB 6 ]  |  |
| 2000年（平成12年） | 2,615人 | [ WEB 7 ]  |  |
| 2005年（平成17年） | 2,578人 | [ WEB 8 ]  |  |
| 2010年（平成22年） | 2,503人 | [ WEB 9 ]  |  |
| 2015年（平成27年） | 2,440人 | [ WEB 10 ] |  |

## 学区
市立小・中学校に通う場合、学校等は以下の通りとなる。また、公立高等学校に通う場合の学区は以下の通りとなる。
| 番・番地等 | 小学校               | 中学校               | 高等学校 |
| ---------- | -------------------- | -------------------- | -------- |
| 全域       | 名古屋市立広路小学校 | 名古屋市立駒方中学校 | 尾張学区 |

## 施設
- 川名商店街[2]
- 川原神社[2]
- 曹洞宗太平寺[2]
- 真宗大谷派称名寺[2]
- 川名郵便局[2]
- マンドリンの音の博物館

- 川原神社
- マンドリンの音の博物館

## 史跡
- 川名北ノ城跡[2]

## その他

### 日本郵便
- 郵便番号 : 466-0855[WEB 3]（集配局：昭和郵便局[WEB 13]）。

### 書籍
1. 1 2 3  名古屋市計画局 1992, p. 795.
2. 1 2 3 4 5 6 7 8  「角川日本地名大辞典」編纂委員会 1989, p. 1457.

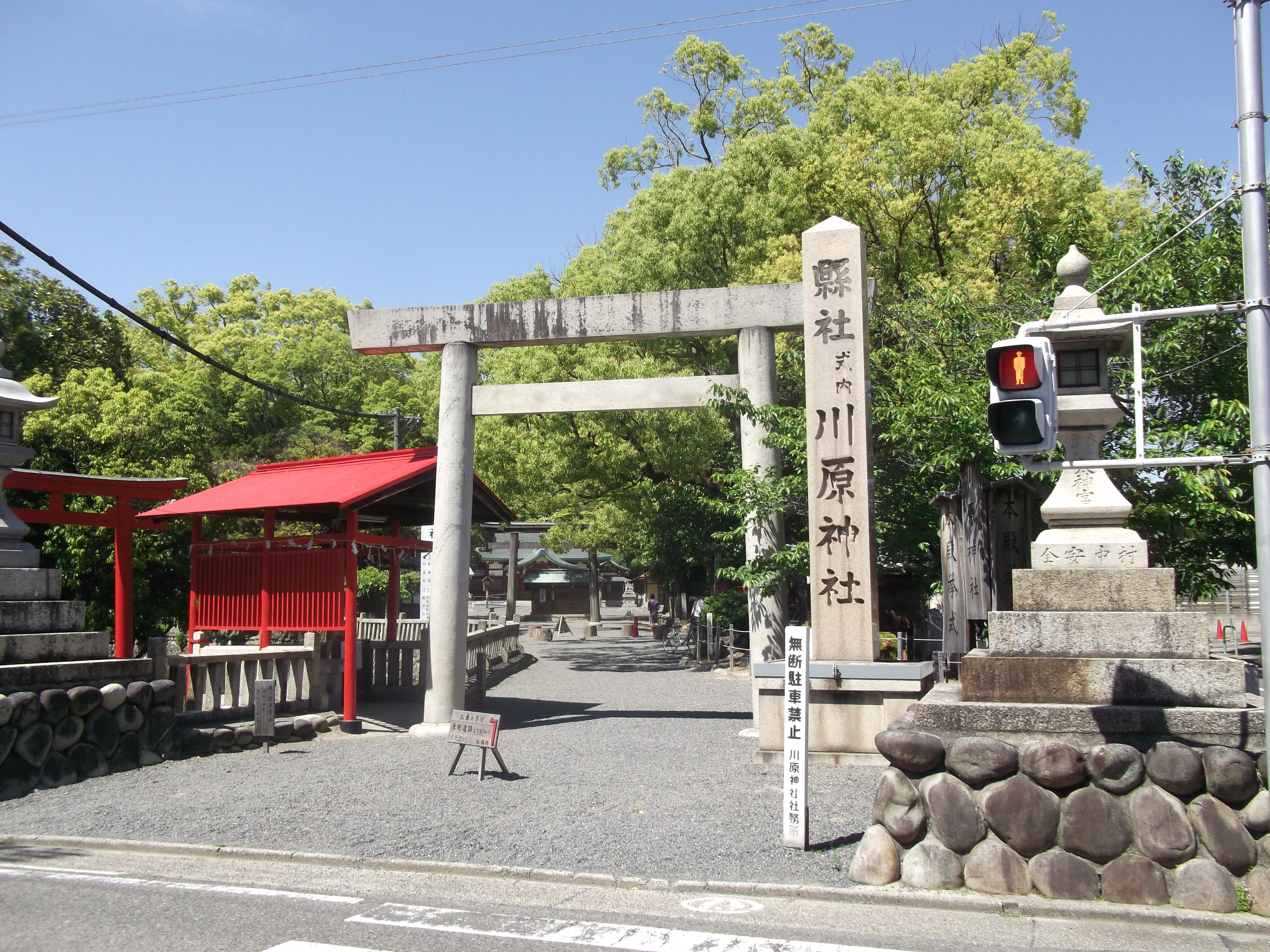
川原神社
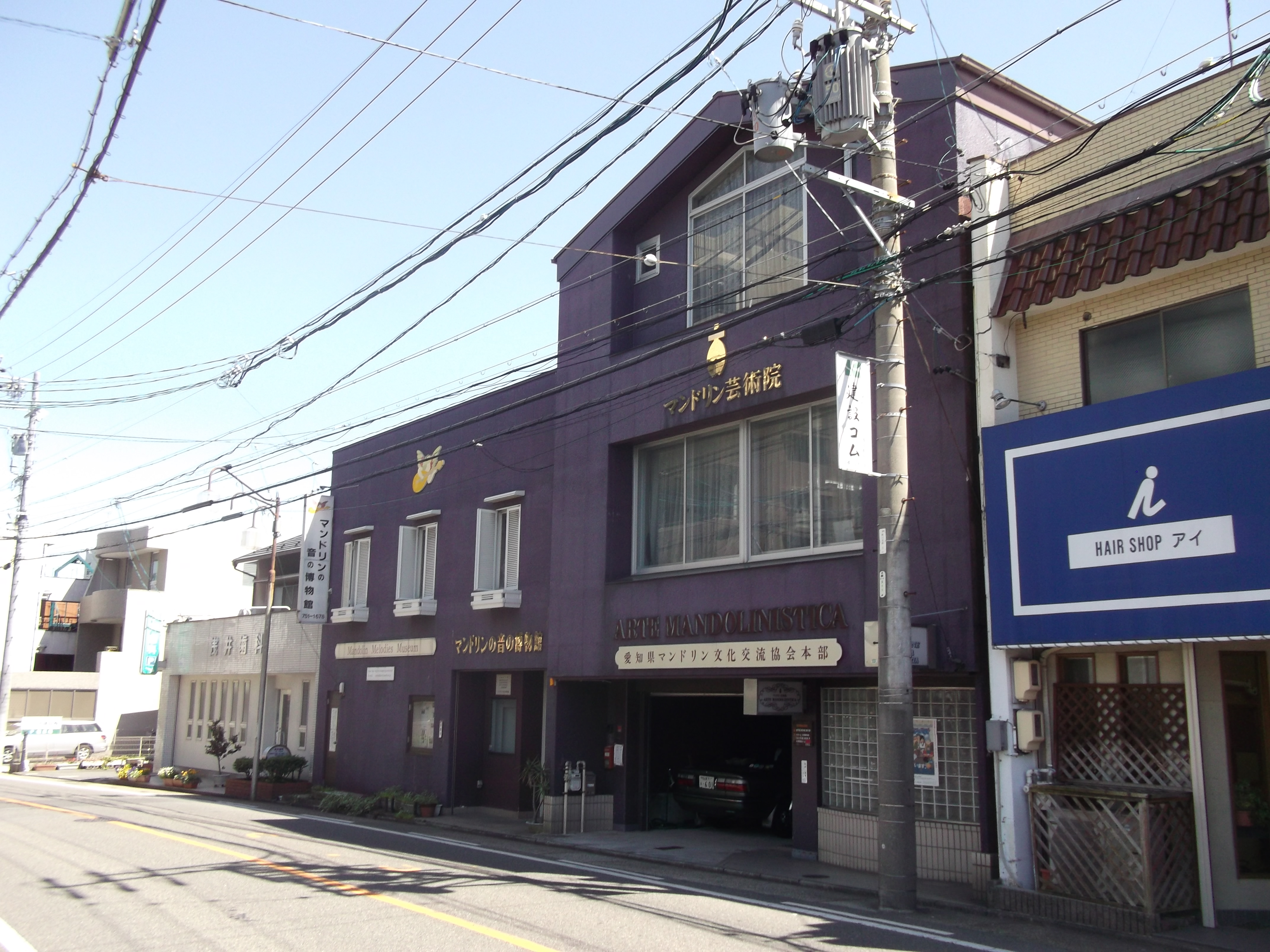
マンドリンの音の博物館